# Калиновка (Гайський міський округ)
Кали́новка (рос. Калиновка) — селище у складі Гайського міського округу Оренбурзької області, Росія.

## Населення
Населення — 624 особи (2010; 700 у 2002).
Національний склад (станом на 2002 рік):
- росіяни — 77 %